# Corniglia

Corniglia é um distrito da comuna italiana de Vernazza, na província de La Spezia. É uma das localidades que constituem Cinque Terre (Cinco Terras), um dos trechos de maior atração turística da Riviera da Ligúria ocidental.

## Caraterísticas gerais
Corniglia está em posição central em relação às outras localidades de Cinque Terre, situada a oeste da sede comunal, Vernazza (com a qual se une por um caminho construído na costa entre o topo e o mar) e de Monterosso, e a leste de Manarola e Riomaggiore. Se diferencia das outras localidades de Cinque Terre pois é a única que não está diretamente em frente ao mar, mas se encontra sobre um promontório de cerca de cem metros de altura, circundado de vinhedos plantados sobre característicos terraços no lado voltado para o mar. Para chegar a Corniglia é necessário subir una longa escada chamada Lardarina, constituída de 33 rampas com 377 degraus ou percorrer a estrada que a liga à estação ferroviária.

## História
A origem da localidade remonta à época romana; o nome da vila deriva provavelmente da "Gens Cornelia", família proprietária do território. Durante a idade média, analogamente às vilas vizinhas, ficou sob domínio dos condes de Lavagna, dos senhores de Carpena, de Luni. Em 1254, o papa Inocêncio IV cedeu sua posse a Nicolò Fieschi, até quando, em 1276, o poder passou a Gênova.

## Cultura

### Monumentos
Entre os monumentos relevantes destaca-se a igreja paroquial de São Pedro, exemplo de monumento gótico-lígure do século XIV, edificada sobre restos de uma capela do século XI e que, depois de reformas sucessivas, apresenta no seu interior decoração barroca. Um edifício dotado de arcos góticos em pedra negra faz parte da antiga estação postal pertencente à família lígure dos Fieschi.

### Literatura
Corniglia — meta turística ao lado das localidades vizinhas — é conhecida também por uma citação literária a seu respeito. É mencionada em uma passagem do Decamerão de Boccaccio, exatamente na novela que narra as desventuras do abade de Cluny: feito prisioneiro de Ghino di Tacco e sofrendo de doença do estômago, o prelado foi curado pelo seu carcereiro com um remédio que não seria desagradável a muitos: duas fatias de pão, servidas numa travessa branquíssima e acompanhada de um bom copo de vinho Vernaccia di Corniglia.